# Список русских названий щелкунов
Семейство Щелкуны (лат. Elateridae):
1. Actenicerus Kiesewetter
  1. Щелкун скромный (Actenicerus modestus (Lewis))=Actenicerus aerosus Lewis, 1879
  2. Щелкун мраморный дальневосточный (Actenicerus pruinosus Motschulski)
  3. Щелкун пилоусый (Actenicerus sjaelandicus Muller) [луговой] [=Corymbites sjaelandicus Muller]
2. Adrastus Eschscholtz
  1. Щелкун черкесский (Adrastus circassicus Reitter)
  2. Щелкун отороченный (Adrastus limbatus Fabricius) [длинноусый]
  3. Щелкун желтоусый (Adrastus pallens Fabricius) [бледноватый] [=A. pusillus Fabricius]
  4. Щелкун малый (Adrastus rachifer (Geoffroy))
3. Aeoloderma Schwarz
  1. Щелкун пёстрый (Aeoloderma agitata (Candeze))
4. Щелкуны посевные (Agriotes Eschscholtz)
  1. Щелкун заострённый (Agriotes acuminatus Stephens)
  2. Щелкун посевной короткий (Agriotes brevis Candeze)
  3. Щелкун каспийский (Agriotes caspius Heydemann)
  4. Щелкун посевной степной (Agriotes gurgistanus Faldermann)
  5. Щелкун киргизский (Agriotes kirghizicus Khanzorian)
  6. Щелкун посевной полосатый (Agriotes lineatus (Linnaeus)) [хлебный]
  7. Щелкун посевной тёмный (Agriotes obscurus (Linnaeus))
  8. Щелкун жёлтый (Agriotes pallidulus Illiger)
  9. Щелкун посевной удлинённый (Agriotes pilosus (Panzer)) [=A. elongatus Marshall]
  10. Щелкун Рейттера (Agriotes reitteri Schwarz)
  11. Щелкун посевной малый (Agriotes sputator Linnaeus)
  12. Щелкун Старка (Agriotes starcki Schwarz)
  13. Щелкун таджикский богарный (Agriotes tadzhildstanicus Gurjeva)
  14. Щелкун таврический (Agriotes tauricus Heydemann)
  15. Щелкун посевной западный (Agriotes ustulatus Schaller)
5. Agrypnus Eschscholtz
  1. Щелкун серый (Agrypnus murinus Linnaeus)
6. Alaus Eschscholtz
  1. Щелкун глазчатый (Alaus oculatus Linnaeus)
  2. Щелкун Паррейса (Alaus parreyssi Steven)
7. Щелкуны настоящие (Ampedus Dejean) [= Elater Linnaeus]
  1. Щелкун золотистый (Ampedus aurosericeus (Gurjeva))
  2. Щелкун опоясанный (Ampedus balteatus Linnaeus) [чернохвостый]
  3. Щелкун удлинённый (Ampedus elongatus Fabricius)
  4. Щелкун черноватый (Ampedus nigrinus (Herbst))
  5. Щелкун чёрно-желтый (Ampedus nigroflavus Goeze)
  6. Щелкун Оглоблина (Ampedus ogloblini (Lewis))
  7. Щелкун фруктовый (Ampedus pomorum Herbst)
  8. Щелкун кроваво-красный (Ampedus sanguineus Linnaeus)
  9. Щелкун кроваво-пятнистый (Ampedus sanguinolentus Scope)
  10. Щелкун красивый (Ampedus sinuatus Germar)
  11. Щелкун траурный (Ampedus tristis Linnaeus)
8. Anostirus Thompson [=Corymbites Latreille]
  1. Щелкун каштановый (Anostirus castaneus (Linnaeus))
  2. Щелкун густоточечный (Anostirus densatus (Reitter))
  3. Щелкун ширококрылый (Anostirus gktbicollis (Germar))
  4. Щелкун пурпурный (Anostirus purpureus (Poda))
9. Aplotarsus Stephens
  1. Щелкун дубовый (Aplotarsus quercus (Gyllenhal))
10. Athous Eschscholtz
  1. Щелкун двухцветный (Athous bicolor Goeze) [=A. longicollis Olson]
  2. Щелкун даурский (Athous dahuricus Mannerheim)
  3. Щелкун краснохвостый (Athous haemorrhoidalis Fabricius) [=A. obscurus Рауkull]
  4. Щелкун волосатый (Athous hirtus Herbst)
  5. Щелкун неукрашенный (Athous inornatus Lewis)
  6. Щелкун Ломницкого (Athous lomnickii Reitter)
  7. Щелкун мингрельский (Athous mingrelicus Reitter)
  8. Щелкун чёрный (Athous niger Linnaeus)
  9. Щелкун вытянутый (Athous oblongus Solsky)
  10. Щелкун Плигинского (Athous pliginskyi Reitter)
  11. Щелкун рыжий (Athous rufus De_Geer)
  12. Щелкун лесной (Athous subfuscus Muller) [рыжеватый]
  13. Щелкун подземный (Athous tartarus Candeze)
  14. Щелкун коричневый крымский (Athous tauricus Candeze)
  15. Щелкун разноцветный (Athous vittatus (Fabricius))
11. Campylomorphus Du Val
  1. Щелкун плосковатый (Campylomorphus homalisinus (Illiger))
12. Щелкуны степные (Cardiophoms Eschscholtz)
  1. Щелкун переливающийся (Cardiophoms aeneomicans Gurjeva)
  2. Щелкун Арнольда (Cardiophoms arnoldii Dolin)
  3. Щелкун сероватый (Cardiophoms cinereus (Herbst))
  4. Щелкун тучный (Cardiophoms obesus Krynsky)
  5. Щелкун ржавоногий (Cardiophoms rubripes (Germar))
  6. Щелкун пнёвый (Cardiophoms ruficollis (Linnaeus))
  7. Щелкун малый красноногий (Cardiophoms ruflpes (Goeze))
  8. Щелкун разноцветный (Cardiophoms variipennis Schwarz)
13. Clon Semenov
  1. Щелкун усачевидный (Clon cerambycinus Semenov)
14. Compsolacon Reitter
  1. Щелкун зазубренный (Compsolacon crenicollis (Mequignon)) [=Lacon crenicollis (Mequignon)]
15. Щелкунчики-моховички (Cryptohypmis Eschscholtz)
  1. Моховичок крошечный (Cryptohypmis minutissimus Germar)
16. Ctenicera Latreille
  1. Щелкун желтокрылый (Ctenicera castaneus Linnaeus) [=Corymbites castaneus Linnaeus]
  2. Щелкун медный (Ctenicera cuprea Fabricius) [=Corymbites cupreus Fabricius; =Ctenicera cupreus]
  3. Щелкун гребнеусый (Ctenicera pectinicornis (Linnaeus)) [=Corymbites pectinicornis (Linnaeus)]
  4. Щелкун пурпурный (Anostirus purpureus Poda) [=Ctenicera purpureus; =Corymbites purpureus Poda]
  5. Щелкун зелёный (Ctenicera virens (Schrank))
17. Denticollis Pillard
  1. Щелкун веероусый (Denticollis flabeilatus Reitter)
  2. Щелкун разлинованный (Denticollis linearis Linnaeus)
  3. Щелкун изменчивый (Denticollis varians (Germar))
18. Dima Eschscholtz
  1. Щелкун бескрылый (Dima elateroides Charpentier)
19. Dolerosomus Motschulski
  1. Щелкун изящный (Dolerosomus gracilis (Candeze))
20. Dolopius Eschscholtz
  1. Щелкун тонкий (Dolopius exilis Kishii)
  2. Щелкун окаймлённый (Dolopius marginatus Linnaeus)
  3. Щелкун амурский (Dolopius puerilis (Candeze))
21. Drasterius Eschscholtz
  1. Щелкун двупятнистый (Drasterius bimaculatus Rossi)
  2. Щелкун туркменский (Drasterius turcomanus (Candeze))
22. Eanus LeConte [=Paranomus Kiesewetter]
  1. Щелкун ребристый (Eanus costalis (Paykull))
  2. Щелкун альпийский (Eanus guttatus (Germar))
23. Ectinus Eschscholtz
  1. Щелкун темнейший (Ectinus aterrimus Linnaeus) [лесостепной]
  2. Щелкун дальневосточный (Ectinus dahuricus (Candeze))
  3. Щелкун дальневосточный опушенный (Ectinus pitosdtoides (Schwarz))
24. Elathous Reitter
  1. Щелкун Кандеза (Elathous candezei Reitter)
  2. Щелкун гирканский (Elathous nigrum (Schwarz))
25. Harminius Fairhurst
  1. Щелкун даурский (Harminius dahuricus Motschulski)
  2. Щелкун волнистый (Harminius undulatus De_Geer)
26. Hypnoidus Stephens
  1. Щелкун альпийский (Hypnoidus alticola Gurjeva)
  2. Щелкун Балассогло (Hypnoidus balassogloi (Candeze))
  3. Щелкун вдавленный (Hypnoidus depressus (Gebler))
  4. Щелкун высокогорный (Hypnoidus frigidus (Kiesewetter))
  5. Щелкун горбатый (Hypnoidus gibbus (Gebler))
  6. Щелкун обычный (Hypnoidus haplonotus (Reitter))
  7. Щелкун северный (Hypnoidus hyperboreus (Gyllenhal))
  8. Щелкун береговой (Hypnoidus riparius Fabricius)
  9. Щелкун тундровый (Hypnoidus rivularius (Gyllenhal))
  10. Щелкун наскальный (Hypnoidus saxatilis (Lewis))
27. Hypoganus Kiesewetter
  1. Щелкун опоясанный (Hypoganus cinctus Paykull) [буроватый]
  2. Щелкун Степанова (Hypoganus stepanovi Denis)
28. Hypolithus Eschscholtz
  1. Щелкун литоральный (Hypolithus littoralis Eschscholtz)
29. Ischnodes Panzer
  1. Щелкун кровавошеий (Ischnodes sanguinicollis Panzer)
30. Lacon Germar
  1. Щелкун алтайский (Lacon altaicus (Candeze))
  2. Щелкун окаймлённый крапчатый (Lacon conspersus Gyllenhal) [=Adelocera conspersa Gyllenhal]
  3. Щелкун хвойный (Lacon fasciatus Linnaeus) [поперечнополосатый] [=Adelocera fasciatus Linnaeus]
  4. Щелкун почвенный (Lacon funebris (Solsky))
  5. Щелкун чешуйчатый (Lacon lepidopterus (Panzer))
  6. Щелкун точечный (Lacon punctatus (Herbst))
  7. Щелкун дубравный (Lacon querceus (Herbst)) [=Lacon quercus]
31. Limoniscus Reitter
  1. Щелкун целинный (Limoniscus suturalis (Gebler))
  2. Щелкун фиолетовый (Limoniscus violaceus (Muller))
32. Limonius Eschscholtz
  1. Щелкунчик ржавый (Limonius aeruginosus Olson), щелкун ивовый
  2. Щелкунчик малый (Limonius minutus (Linnaeus)), щелкун черноногий
  3. Щелкун параллельносторонний (Limonius paralldus Motschulski)
  4. Щелкун желтоногий (Limonius parvulus (Panzer))
  5. Щелкун опушенный (Limonius pilosus (Lesne))
33. Liotrichus Kiesewetter
  1. Щелкун зеркальный (Liotrichus aftlnis (Paykull))
34. Ludius Latreille
  1. Щелкун кирпично-красный (Ludius ferrugineus Linnaeus)
35. Megapenthoides Gurjeva et Dolin
  1. Щелкун Гуссаковского (Megapenthoides gussakovskyi (Gurjeva))
36. Melanotus Eschscholtz
  1. Щелкун заострённый (Melanotus acuminatus Reitter)
  2. Щелкун черногрудый (Melanotus atricapillardus Reitter)
  3. Щелкун зарослевый (Melanotus avitis Candeze)
  4. Щелкун Богачёва (Melanotus bogatschevi Dolin)
  5. Щелкун буроногий (Melanotus brunnipes (Germar))
  6. Щелкун килевой (Melanotus carinicollis Schwarz)
  7. Щелкун опылённый (Melanotus cinerescens (Kuster))
  8. Щелкун конический (Melanotus conicollis Reitter)
  9. Щелкун красногрудый (Melanotus crassicollis Erichson)
  10. Щелкун плоскогрудый (Melanotus dilabicollis Reitter)
  11. Щелкун хрупкий (Melanotus fragilis Schwarz)
  12. Щелкун красно-бурый (Melanotus fuscipes (Gyllenhal))
  13. Щелкун Гейдена (Melanotus heydeni Schwarz)
  14. Щелкун Матсумуры (Melanotus matsumurae Schenkling)
  15. Щелкун горный (Melanotus monticola Mequignon)
  16. Щелкун чёрный (Melanotus niger (Fabricius))
  17. Щелкун орегонский (Melanotus oregonensis LeConte)
  18. Щелкун точечно-полосатый (Melanotus punctolineatus Pillard)
  19. Щелкун красноногий (Melanotus rufipes Herbst)
  20. Щелкун буроватый (Melanotus sobrinus Mequignon)
  21. Щелкун седой (Melanotus tenebrosus (Erichson))
  22. Щелкун крупный (Melanotus validus Schwarz)
37. Negastritus Thompson
  1. Щелкун арктический (Negastritus arcticus (Candeze))
  2. Щелкун средиземноморский (Negastritus maritimus (Curtis))
  3. Щелкун прибрежный (Negastritus pulchellus (Linnaeus))
  4. Щелкун четырёхточечный (Negastritus quadripustulatus (Fabricius))
  5. Щелкун таежный (Negastritus tenuicornis (Germar))
38. Neotrichophorus Jacobson
  1. Щелкун туранский (Neotrichophorus turanicus Reitter)
39. Orithales Kiesewetter
  1. Щелкун пилоусый (Orithales serraticornis (Paykull))
40. Paracardiophorus Schwarz
  1. Щелкун подвижный (Paracardiophorus musculus (Erichson))
  2. Щелкун матовый (Paracardiophorus opacus Lewis)
41. Pleonomus Mequignon
  1. Щелкун плоскоусый (Pleonomus laticollis Reitter)
  2. Щелкун земляной (Pleonomus tereticollis Mequignon) [богарный]
  3. Щелкун Чичерина (Pleonomus tschitscherini Semenov)
42. Prosternon Latreille
  1. Щелкун шелковидный (Prosternon sericeum (Gebler))
  2. Щелкун мозаичный (Prosternon tesselatum Linnaeus) [золотистый]|
43. Quasimus Gozis
  1. Щелкун крохотный (Quasimus minutissimus (Germar))
44. Selatosomus Stephens
  1. Щелкун блестящий (Selatosomus aeneus Linnaeus)
  2. Щелкун боязливый (Selatosomus anxius (Gebler))
  3. Щелкун казахстанский пахотный (Selatosomus atrahis Ball) [=S. informis Kiгbу]
  4. Щелкун золотистый (Selatosomus auronebulosus Reitter)
  5. Щелкун опоясанный (Selatosomus balteatus Linnaeus)
  6. Щелкун крестоносный (Selatosomus cruciatus Linnaeus)
  7. Щелкун густоточечный (Selatosomus impressus Fabricius)
  8. Щелкун седой (Selatosomus incanus Gyllenhal)
  9. Щелкун светло-бурый (Selatosomus infuscatus (Eschscholtz))
  10. Щелкун широкий (Selatosomus latus Fabricius)
  11. Щелкун киргизский (Selatosomus lemniscatus Denis)
  12. Щелкун крупнощупиковый (Selatosomus macropalpus Reitter)
  13. Щелкун чёрно-зеленый (Selatosomus melancholicus (Fabricius))
  14. Щелкун буроусый (Selatosomus nigricornis Panzer)
  15. Щелкун парадоксальный (Selatosomus paradoxus Koenigsberger)
  16. Щелкун точечный (Selatosomus puncticollis Motschulski)
  17. Щелкун Рейхардта (Selatosomus reichardti Denis)
  18. Щелкун морщинистый (Selatosomus rugosus (Germar))
  19. Щелкун сибирский (Selatosomus sprerus Mannerheim)
45. Sericus Eschscholtz
  1. Щелкун бурый (Sericus brunneus Linnaeus)
  2. Щелкун моховой (Sericus fujisanus (Lewis))
  3. Щелкун вертлявый (Sericus musculus Candeze) [Agriotes ferrugineipennis Motschulski]
46. Synaptus Eschscholtz
  1. Щелкун тонкоусый (Synaptus filiformis (Fabricius))
47. Zorochrus Thompson
  1. Щелкун кожеедоподобный (Zorochrus dermestoides (Herbst))
  2. Щелкун среднеазиатский прибрежный (Zorochrus murinoides (Gurjeva))
  3. Щелкун четырёхпятнистый (Zorochrus quadrinaevus (Reitter))